# Jouy-en-Josas
Jouy-en-Josas és un municipi francès, situat al departament d'Yvelines i a la regió de Illa de França. L'any 2007 tenia 8.081 habitants.
Forma part del cantó de Versalles-2, del districte de Versalles i de la Comunitat d'aglomeració Versailles Grand Parc.

## Demografia

### Població
El 2007 la població de fet de Jouy-en-Josas era de 8.081 persones. Hi havia 2.579 famílies, de les quals 625 eren unipersonals (216 homes vivint sols i 409 dones vivint soles), 821 parelles sense fills, 985 parelles amb fills i 148 famílies monoparentals amb fills.
La població ha evolucionat segons el següent gràfic:
Habitants censats

### Habitatges
El 2007 hi havia 2.817 habitatges, 2.624 eren l'habitatge principal de la família, 45 eren segones residències i 148 estaven desocupats. 1.346 eren cases i 1.449 eren apartaments. Dels 2.624 habitatges principals, 1.895 estaven ocupats pels seus propietaris, 642 estaven llogats i ocupats pels llogaters i 87 estaven cedits a títol gratuït; 104 tenien una cambra, 263 en tenien dues, 523 en tenien tres, 646 en tenien quatre i 1.088 en tenien cinc o més. 1.965 habitatges disposaven pel capbaix d'una plaça de pàrquing. A 1.111 habitatges hi havia un automòbil i a 1.333 n'hi havia dos o més.

### Piràmide de població
La piràmide de població per edats i sexe el 2009 era:
| Homes | Edats   | Dones |
| ----- | ------- | ----- |
| 8     | 95 o +  | 16    |
| 8     | 90 a 94 | 24    |
| 20    | 85 a 89 | 56    |
| 20    | 80 a 84 | 40    |
| 80    | 75 a 79 | 84    |
| 72    | 70 a 74 | 96    |
| 112   | 65 a 69 | 104   |
| 248   | 60 a 64 | 208   |
| 244   | 55 a 59 | 264   |
| 276   | 50 a 54 | 320   |
| 196   | 45 a 49 | 224   |
| 248   | 40 a 44 | 220   |
| 292   | 35 a 39 | 320   |
| 268   | 30 a 34 | 280   |
| 292   | 25 a 29 | 352   |
| 720   | 20 a 24 | 516   |
| 212   | 15 a 19 | 152   |
| 256   | 10 a 14 | 232   |
| 240   | 5 a 9   | 252   |
| 212   | 0 a 4   | 252   |

## Economia
El 2007 la població en edat de treballar era de 5.570 persones, 3.214 eren actives i 2.356 eren inactives. De les 3.214 persones actives 3.096 estaven ocupades (1.648 homes i 1.448 dones) i 118 estaven aturades (62 homes i 56 dones). De les 2.356 persones inactives 296 estaven jubilades, 1.763 estaven estudiant i 297 estaven classificades com a «altres inactius».

### Ingressos
El 2009 a Jouy-en-Josas hi havia 2.688 unitats fiscals que integraven 6.891 persones, la mediana anual d'ingressos fiscals per persona era de 33.348 €.

### Activitats econòmiques
Dels 514 establiments que hi havia el 2007, 5 eren d'empreses alimentàries, 8 d'empreses de fabricació de material elèctric, 12 d'empreses de fabricació d'altres productes industrials, 41 d'empreses de construcció, 76 d'empreses de comerç i reparació d'automòbils, 13 d'empreses de transport, 26 d'empreses d'hostatgeria i restauració, 42 d'empreses d'informació i comunicació, 25 d'empreses financeres, 32 d'empreses immobiliàries, 169 d'empreses de serveis, 50 d'entitats de l'administració pública i 15 d'empreses classificades com a «altres activitats de serveis».
Dels 72 establiments de servei als particulars que hi havia el 2009, 1 era una oficina de correu, 4 oficines bancàries, 1 funerària, 3 tallers de reparació d'automòbils i de material agrícola, 1 establiment de lloguer de cotxes, 1 autoescola, 4 paletes, 6 guixaires pintors, 4 fusteries, 8 lampisteries, 3 electricistes, 4 empreses de construcció, 5 perruqueries, 2 veterinaris, 12 restaurants, 11 agències immobiliàries, 1 tintoreria i 1 saló de bellesa.
Dels 21 establiments comercials que hi havia el 2009, 2 eren supermercats, 1 una gran superfície de material de bricolatge, 1 una botiga de més de 120 m², 4 fleques, 2 carnisseries, 1 una carnisseria, 3 llibreries, 1 una llibreria, 1 una botiga de mobles i 5 floristeries.
L'any 2000 a Jouy-en-Josas hi havia 4 explotacions agrícoles que ocupaven un total de 128 hectàrees.

## Equipaments sanitaris i escolars

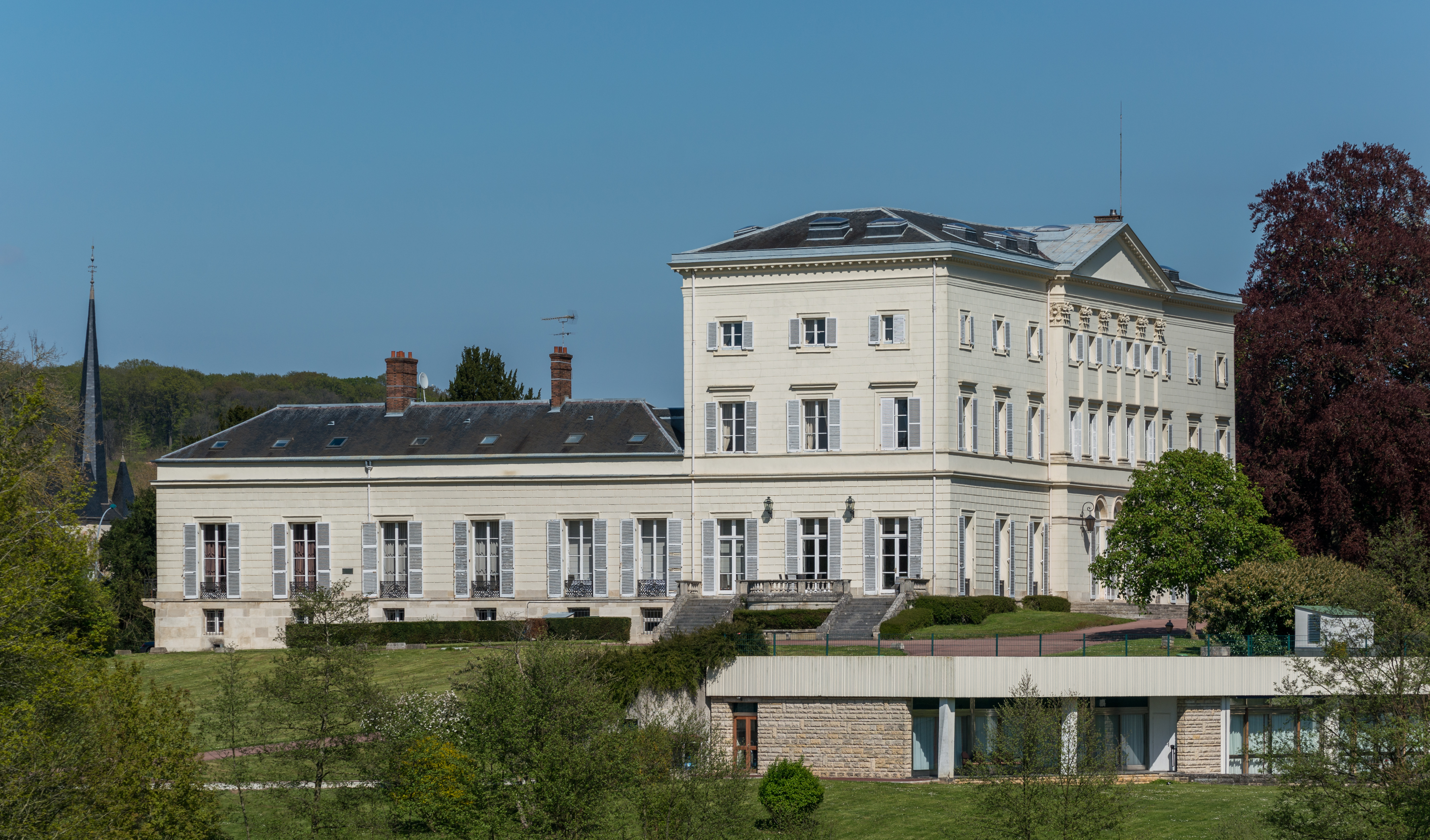
Castell de Jouy, ara propietat d'HEC Paris

El 2009 hi havia 1 psiquiàtric, 3 farmàcies i 1 ambulància.
El 2009 hi havia 3 escoles maternals i 3 escoles elementals.
Jouy-en-Josas disposava de 3 centres de formació no universitària superior, des quals1 era de formació sanitària i 2 de comerç inclosa la millor escola de negocis europea, HEC Paris.

## Poblacions properes
El següent diagrama mostra les poblacions més properes.